# Онойко Віталій Віталійович
Віта́лій Віта́лійович Онойко — старший солдат Збройних сил України.
Старший розвідник групи спеціального призначення. Виконував поставлені бойові завдання в зоні АТО до липня 2014 року. 15.07.2014 року під час мінометного обстрілу під Ізвариним дістав 7 уламкових поранень і був евакуйований з поля бою. Зазнав поранень, котрі призвели до інвалідності. Станом на лютий 2016-го проживав у гуртожитку.

## Нагороди
14 серпня 2014 року — за особисту мужність і героїзм, виявлені у захисті державного суверенітету та територіальної цілісності України, вірність військовій присязі під час російсько-української війни, відзначений — нагороджений орденом «За мужність» III ступеня.